# 小島鐵工所
株式会社小島鐵工所（こじまてっこうしょ）は、群馬県高崎市に本社を置く油圧プレス機器メーカーである。

## 沿革
- 1809年11月5日 - 創業。
- 1930年 - 合資会社小島鐵工所に変更。
- 1936年 - 株式会社小島鐵工所設立。
- 1938年 - 東京証券取引所上場。
- 1961年 - 東京証券取引所2部再上場。
- 2004年 - 名古屋証券取引所2部上場。
- 2020年
  - 3月29日 - 時価総額が10億円未満となったため、東京証券取引所2部上場廃止[2]。
  - 8月21日 - 児玉本社による株式公開買付けが成立[3]。
  - 11月26日 - 名古屋証券取引所2部上場廃止[4]。
  - 11月30日 - 株式併合により、児玉本社の完全子会社となる。
- 2022年 - 株式譲渡により、SANKAの完全子会社となる[5]。